# Stratford Professional
Lo Stratford Professional è stato un torneo professionistico di snooker, non valido per il Ranking, che si è disputato dal 1970 al 1972 a Stratford-upon-Avon, in Inghilterra.

## Albo d'oro
| Edizione | Vincitore    | Finalista    | Risultato | Stagione  | Città               | Impianto                    | Tipologia   |
| -------- | ------------ | ------------ | --------- | --------- | ------------------- | --------------------------- | ----------- |
| 1970     | Gary Owen    | Ray Reardon  | 6 - 4     | 1970-1971 | Stratford-upon-Avon | ?                           | Non-Ranking |
| 1971     | John Spencer | David Taylor | 5 - 2     | 1971-1972 | Stratford-upon-Avon | Wilmcote Working Men's Club | Non-Ranking |
| 1972     | Alex Higgins | John Spencer | 6 - 3     | 1972-1973 | Stratford-upon-Avon | Wootton Wawen Social Club   | Non-Ranking |

## Statistiche

### Finalisti
| N° | Giocatore    | Vittorie | Finali perse | Totale |
| -- | ------------ | -------- | ------------ | ------ |
| 1  | John Spencer | 1        | 1            | 2      |
| 2  | Gary Owen    | 1        | 0            | 1      |
| 3  | Alex Higgins | 1        | 0            | 1      |
| 4  | Ray Reardon  | 0        | 1            | 1      |
| 5  | David Taylor | 0        | 1            | 1      |

### Finalisti per nazione
| N° | Nazione          | Vittorie | Finali perse | Totale |
| -- | ---------------- | -------- | ------------ | ------ |
| 1  | Inghilterra      | 1        | 2            | 3      |
| 2  | Galles           | 1        | 1            | 2      |
| 3  | Irlanda del Nord | 1        | 0            | 1      |

- Vincitore più giovane: Alex Higgins (23 anni, 1972)
- Vincitore più anziano: Gary Owen (41 anni, 1970)